# I. Ka

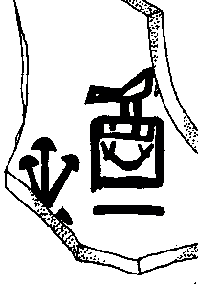
Ka neve

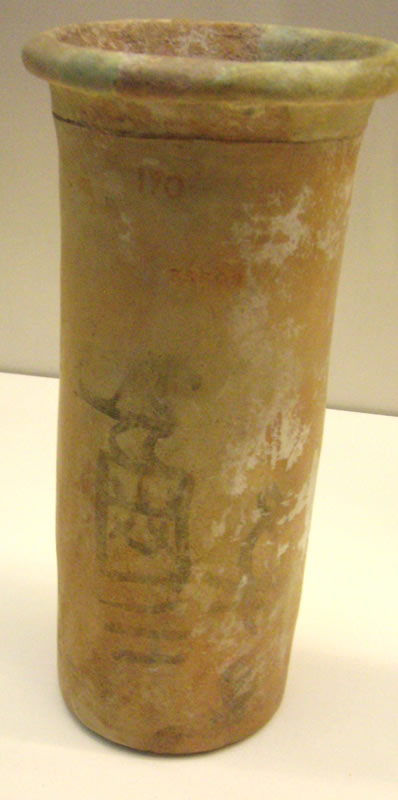
Egy váza Ka sírjából a nevével

Ka ókori egyiptomi uralkodó; Felső-Egyiptom fáraója volt. I. e. 3100 körül uralkodott Abdzsuban (Abüdosz). Ő az első fáraó, akinek neve szereh-keretben megjelent, azaz hieroglifával azonosítható. Neve fennmaradt Tarkhanban és Heluánban megtalált feliratokon is; valószínűleg nemcsak a déli országrész, hanem Memphisz felett is uralkodott. Nevének jelentése (amennyiben a Ka olvasat helyes) bika, illetve ka-lélek. Utódainál a bika a királyság erejének szimbóluma lett. Kaplony Péter 1958-ban a név olvasatára a sḫn-t javasolta, azóta előfordul, hogy Szekhen, Zehen néven említik. A k3 és sḫn hieroglifák nagyon hasonlóak egymáshoz, egymás tükörképei. Ezeket a tintarajzos edényfeliratokon gyakran nehéz felismerni.
Sírja az Umm el-Kaáb temető B-szektorának 7-es és 9-es objektuma, egy Narmeréhoz hasonló kettős, agyagtéglával bélelt négyzetes veremsír.
Méretei:
- B-7: 6,0×3,2 méter
- B-9: 5,9×3,1 méter

A B-7-es sírban több mint 40 feliratos töredéket találtak, valamint egy pecsétet, magas edényeket és henger alakú hajómodelleket. A feliratokat véséssel állították elő, vagy fekete tintával írták.
A temető uralkodósírjai meggyőző fejlődési vonalba állíthatóak, ezért bizonyos, hogy Kát Iri-Hór megelőzte és Narmer követte a trónon. Az azonban nem ismert, hogy közöttük volt-e még más is, aki esetleg nem a Pekerben temetkezett.

## Kapcsolódó szócikkek

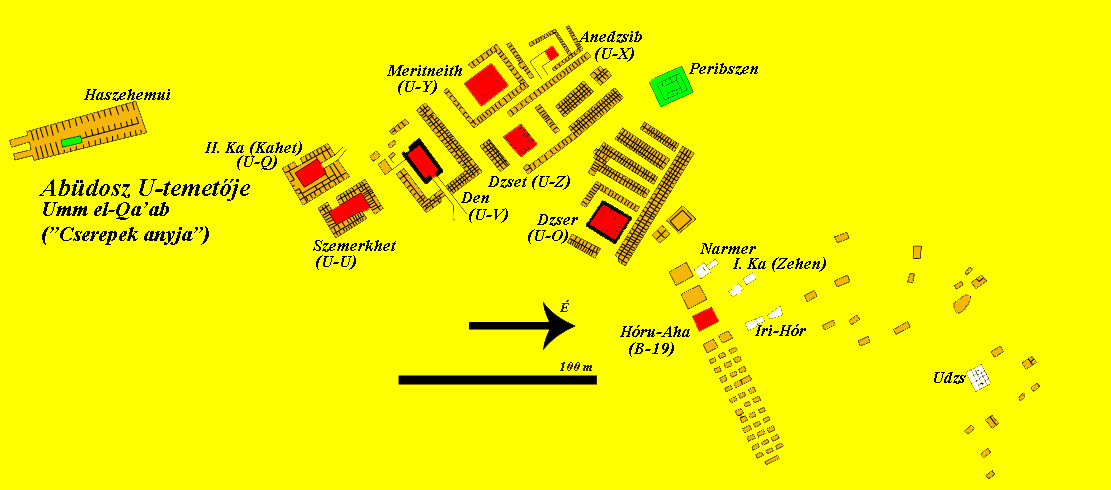
Az abüdoszi temető (Umm el-Kaáb) Ka sírjával